# 11804 Zambon
11804 Zambon este o planetă minoră (asteroid) din centura de asteroizi. A fost descoperită pe 1 martie 1981 la Observatorul Siding Spring de Schelte J. Bus și a fost numită după Francesca Zambon⁠(d). 
Obiectul prezintă o orbită caracterizată de o semiaxă mare de 2,5931671 UAi, o excentricitate de 0,2, o înclinație de 7,47002 ° în raport cu ecliptica.